# 소말리아황금두더지
소말리아황금두더지(Calcochloris tytonis)는 황금두더지과에 속하는 포유류의 일종이다. 소말리아의 토착종이다.